# Toxorhina simplicistyla
Toxorhina simplicistyla är en tvåvingeart som beskrevs av Alexander 1967. Toxorhina simplicistyla ingår i släktet Toxorhina och familjen småharkrankar. Inga underarter finns listade i Catalogue of Life.